# 기린자리
기린자리(Camelopardalis [kəˌmɛləˈpɑrdəlɨs])는 북쪽 하늘의 별자리이다. 일부 참고 서적에는, 'Camelopardis'의 명칭으로 적히기도 한다.

## 특징
기린자리는 18번째로 큰 별자리이지만, 특별히 밝지 않다. 가장 밝은 별은 기린자리 β로, 4.03 등급이다. 이 별은 이중성으로, 4.0등급과 7.4등급의 별이 모여 있다.
두 번째로 밝은 별은 기린자리 CS로, 바이어나 플램스티드 명칭이 없다. 밝기는 4.21 등급이며, 약한 변광이 있다.
약 4만 년 후에 보이저 1호가 AC+793888 별로부터 1.6광년의 위치를 지나갈 것으로 예상된다.

## 별과 천체
NGC 2403은 약 1,100만 광년 떨어진 나선은하이다. 밝기는 8.4등급이다.
NGC 1502는 6,800 광년 떨어진 산개성단으로, 6.0등급이다.

## 신화와 역사

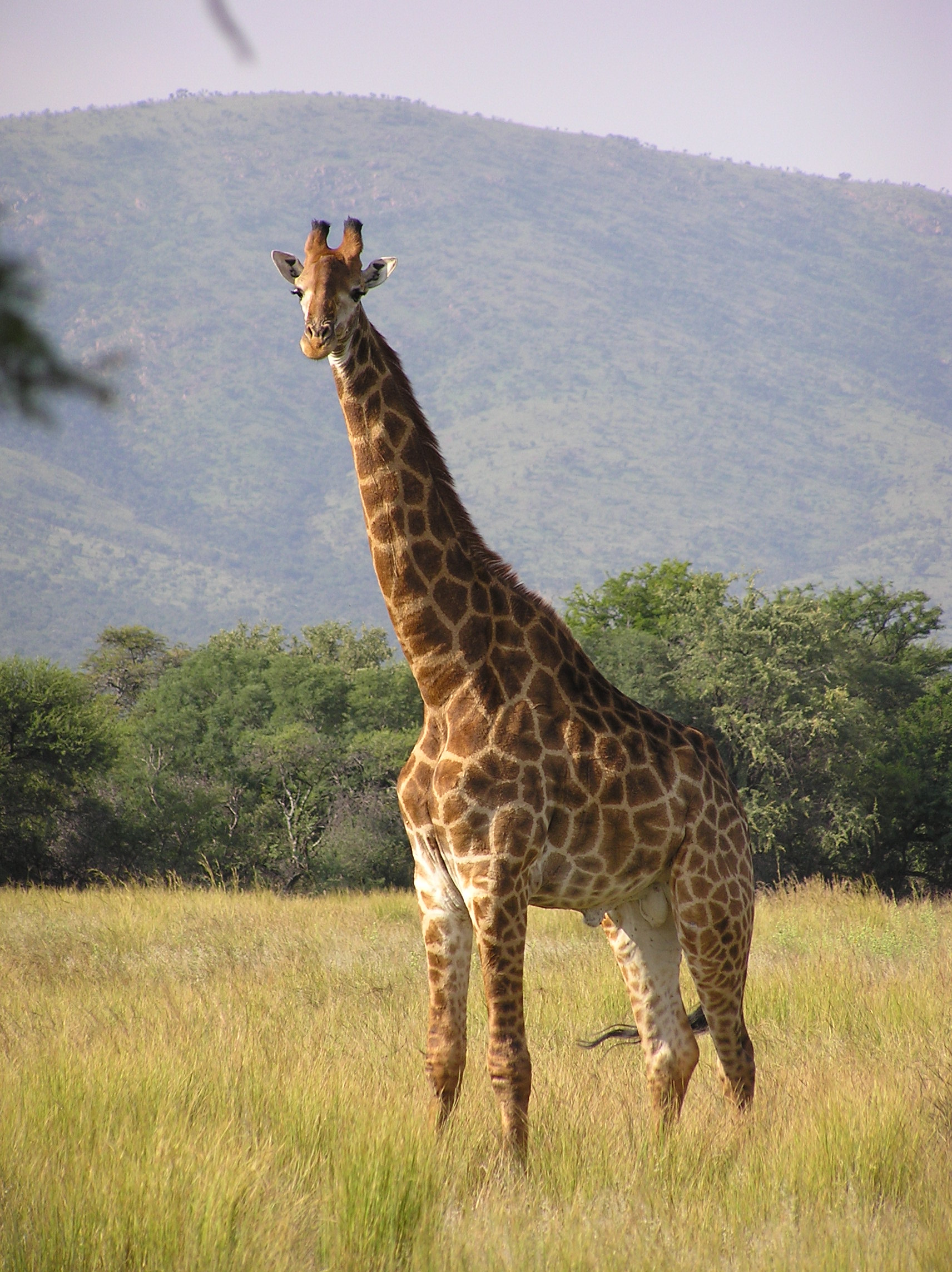
기린

기린자리는 1614년 야콥 바르트쉬가 낙타자리(Camel)로 발표하였는데, 이후 명칭이 바뀌었다는 주장이 있다.

## 신화
최초에는 성경의 레베카와 이삭의 이야기에 등장하는 낙타를 의미했다고 한다.
기린자리와 주변의 살쾡이자리는 별들이 희미하여 초기 그리스인들은 이 영역을 비어 있는 사막으로 생각하였다.